# Phoneutria eickstedtae
Phoneutria eickstedtae is een spinnensoort in de taxonomische indeling van de kamspinnen (Ctenidae).
Het dier behoort tot het geslacht Phoneutria. De wetenschappelijke naam van de soort werd voor het eerst geldig gepubliceerd in 2007 door Martins & Bertani.